# Parangona (tipografía)
Grado tipográfico que equivale a unos 18 puntos. Está entre los grados de Texto  (que es menor) y Misal.
Otras denominaciones eran  Texto gordo o Gros Texte. Serra y Oliveres lo denominaba alternativamente Parangona chica.
El impresor Joaquín Ibarra usaba como base para calcular el ancho de la caja de texto la M de Parangona, ya que este tipo es cuadrado; es decir, usaba la parangona para normalizar las dimensiones de la página.